# Bolebroke Castle
Bolebroke Castle er et jagtslot i den nordlige del af landsbyen Hartfield i East Sussex i England. Det er en listed building af anden grad.
Det blev opført omkring 1480 og siges at være den tidligste murstenbygning i Sussex. Henrik 8. af England overnattede efter sigende på Bolebroke når han jagede vildsvin og råvildt i Ashdown Forest tæt ved. Den ligger kun 8 km fra Hever Castle og var det sted, hvorfra kong Henrik  friede til Anne Boleyn.
Huset blev brugt som lokation i filmen The Other Boleyn Girl fra 2008.
Bolebroke Castle Miniature Railway lå på slottets jord. Det var en miniaturejernbane på 4 km, der kørte på 180 mm spor. Den lukkede i 2012, da ejeren døde.